# Paramarpissa griswoldi
Paramarpissa griswoldi är en spindelart som beskrevs av Logunov, Cutler 1999. Paramarpissa griswoldi ingår i släktet Paramarpissa och familjen hoppspindlar. Inga underarter finns listade i Catalogue of Life.